# David Cal
David Cal Figueroa (Cangas do Morrazo, 1982. október 10. –) olimpiai bajnok spanyol kenus, fő versenyszáma a kenu egyes.

## Sportpályafutása
David Cal az 1999-es junior világbajnokságon bronzérmes volt C-1 1000 méteren. A következő évben az Európa-bajnokságon a rövidebb, 500 méteres távon győzni tudott, 1000 méteren pedig itt is bronzérmes lett. A 2000-es olimpiára tartalékként nevezték a spanyol csapatba. A 2002-es U-23-as Európa-bajnokságon egy újabb bronzérmet szerzett a kenu egyesek 500 méteres futamában.
Felnőtt világversenyen az első érmét a 2003-as világbajnokságon szerezte Gainesvilleben, ahol a C-1 1000 méteres futamban második helyen végzett.
A 2004-es olimpián a kenusok 1000 méteres verseny előfutamát megnyerve jutott a döntőbe, ahol új világcsúcsot evezve, 3:46.201-es időeredménnyel szerezte meg az aranyérmet. Az 500 méteres versenyben is előfutamgyőztesként került a döntőbe, de ott a német Andreas Dittmer mögött a második helyen ért célba.
A 2005-ös zágrábi világbajnokságon olimpiai bajnokként 1000 méteren második lett. A következő, 2007-es duisburgi világbajnokság jobban sikerült neki, hiszen 500 méteren világbajnok lett, 1000 méteren pedig bronzérmes.
A 2008-as olimpián nem tudta megvédeni címét 1000 méteren, ahol Vajda Attila megelőzte őt a döntőben. 500 méteren is ezüstérem jutott neki, az orosz Makszim Opalev mögött ért célba.
A londoni olimpia után a brazil válogatottal készült. 2014 decemberében kiderült, hogy jelentős súlyfelesleget szedett fel. Ezt követően kikerült a spanyol Eb-keretből is. 2015 márciusában bejelentette visszavonulását.